# Vecsés

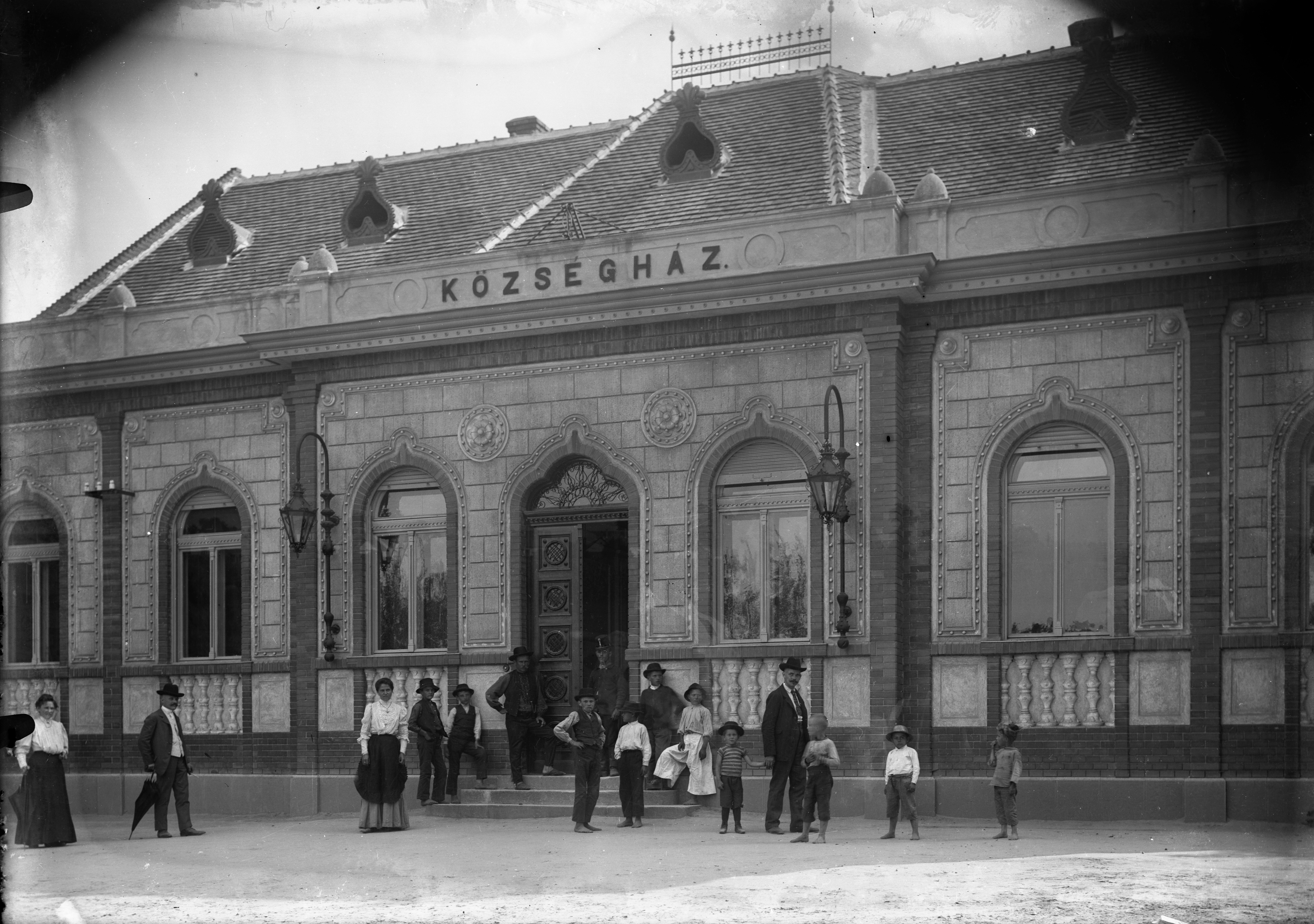
Rathaus (1908)

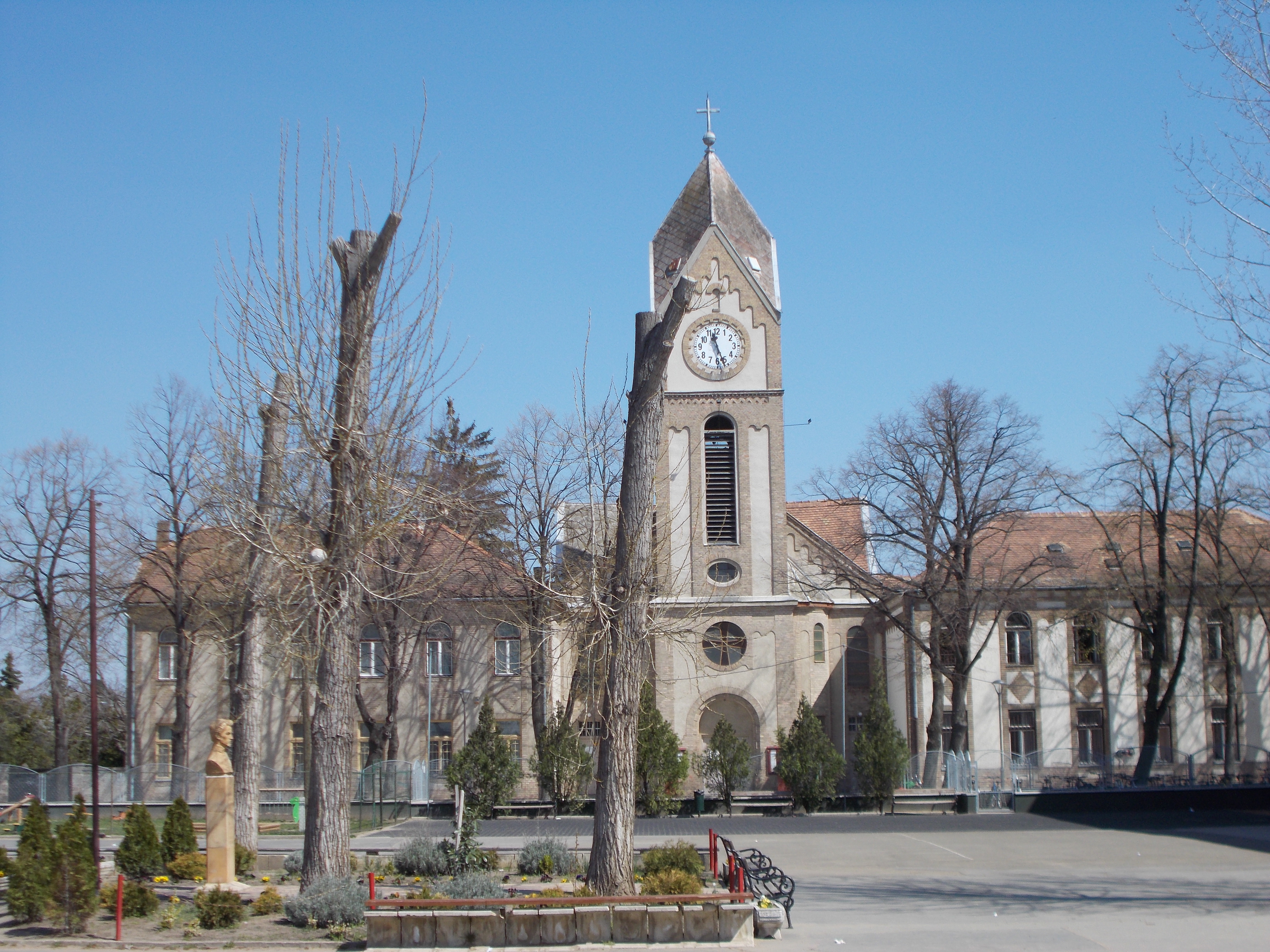
Römisch-katholische Kirche Jézus Szíve

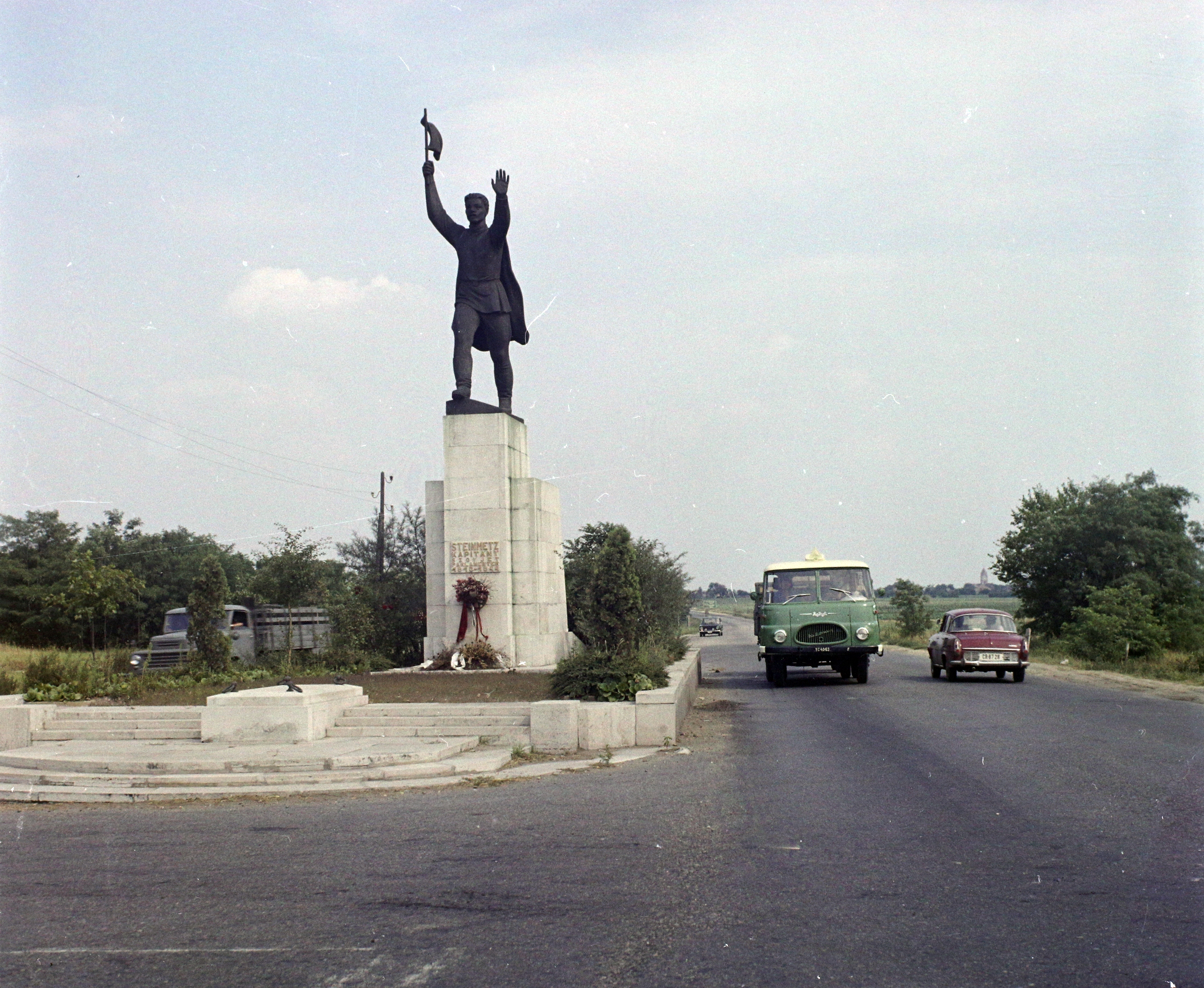
Statue von Hauptmann Miklós Steinmetz (1974)

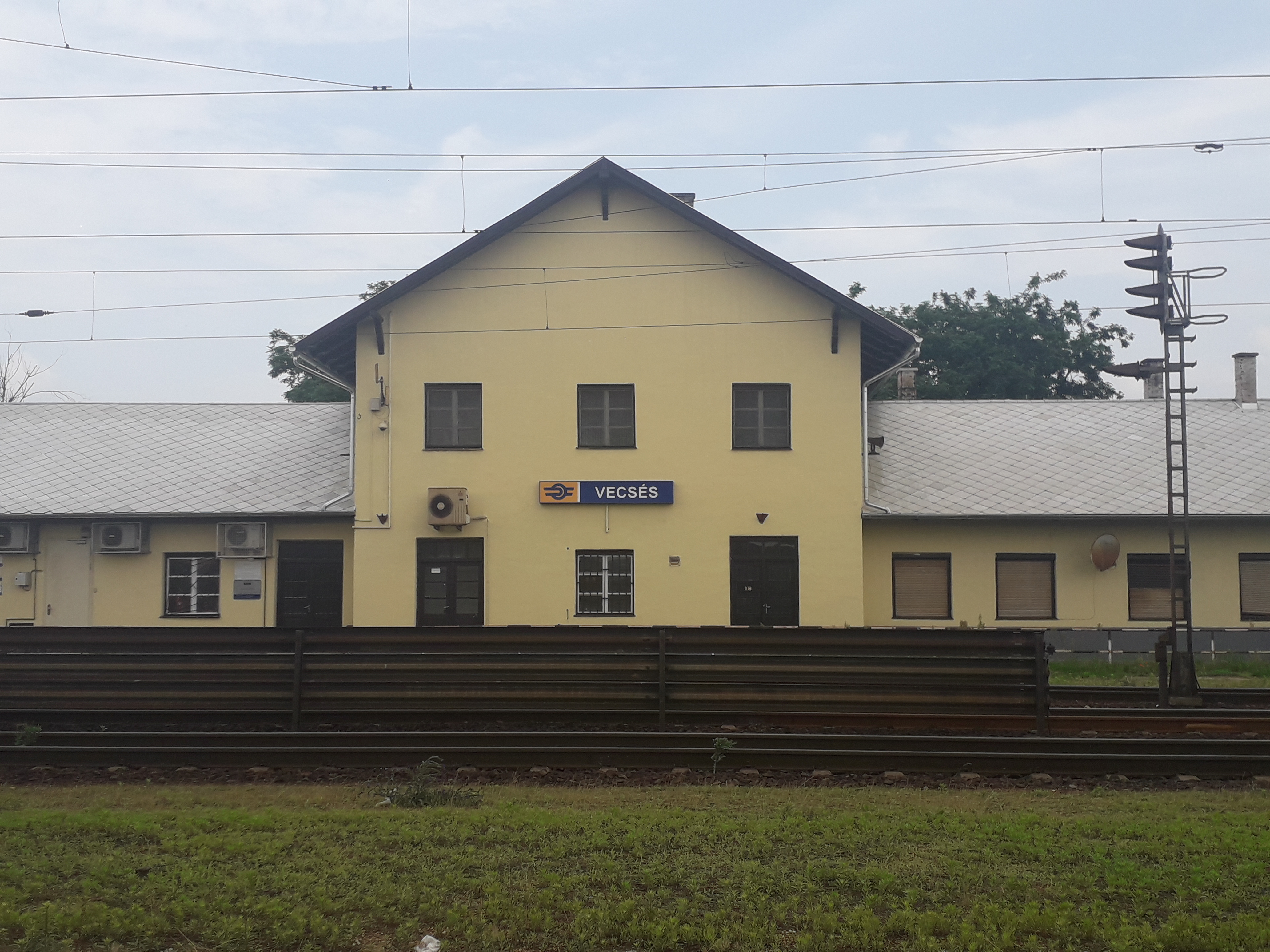
Bahnhofsgebäude

Vecsés (deutsch Wetschesch) ist eine ungarische Stadt im gleichnamigen Kreis innerhalb des Komitats Pest. 3,6 Prozent der Bewohner gehören zur Volksgruppe der Ungarndeutschen.

## Geografische Lage
Die Stadt liegt am südöstlichen Stadtrand von Budapest, ungefähr 20 Kilometer vom Zentrum entfernt und grenzt an den Stadtteil Ferihegy im XVIII. Bezirk der Hauptstadt sowie an Ecser, Üllő, Felsőpakony und Gyál.

## Geschichte
Im Jahr 1913 gab es in der damaligen Großgemeinde 1178 Häuser und 7403 Einwohner auf einer Fläche von 7753 Katastraljochen. Sie gehörte zu dieser Zeit zum Bezirk Monor im Komitat Pest-Pilis-Solt-Kiskun. 2011 erhielt Vecsés den Status einer Stadt.

## Städtepartnerschaften
- Lăzarea (ungarisch Gyergyószárhegy), Rumänien
- Rheinstetten, Deutschland (seit 1993)

## Söhne und Töchter der Stadt
- Jenő Szabados (1911–1942), Maler und Graphiker
- János Boross (1924–1976), Schauspieler
- László Brindzik (1925–2007), Bildhauer
- Ferenc Hatlaczky (1934–1986), Kanute
- István Kiss (1945–1976), Schauspieler

## Sehenswürdigkeiten
- Ágnes-Bálint-Gedenkhaus
- Attila-József-Reliefgedenktafel, erschaffen 1975 von László Brindzik
- Brunnen (Koronás ivókút), erschaffen von János Seres, Zsigmond Szórádi und Gyula Madar
- Denkmal der Landnahme (Honfoglalás-emlékmű), erschaffen von István Böjte Horváth
- Denkmal der Zwangsarbeiter (Málenkij robot), erschaffen von Katalin Kinga Oláh
- Evangelische Kirche
- Heimatmuseum (Tájház)
- Imre-Róder-Gedenksäule, erschaffen 1937 von János Branczeiz und Sándor Massza
- Kruzifixe Jézus hét szava a kereszten und Korpusz egy templom emlékére, erschaffen von Katalin Kinga Oláh
- 1956er-Denkmal, erschaffen von János Seres und Zsigmond Szórádi
- Reformierte Kirche
- Römisch-katholische Kirche Szűz Mária Szeplőtelen Szíve
- Römisch-katholische Kirche Szent Kereszt felmagasztalása
- Römisch-katholische Kirche Jézus Szíve, im Ortsteil Felső-telep
- Römisch-katholische Kapelle Szent Erzsébet, im Ortsteil Halom-telep
- Sándor-Petőfi-Büste, erschaffen 1975 von Barna Búza
- Vilma-Hugonnai-Denkmal, erschaffen von Judit Józsa
- Weltkriegsdenkmäler

## Wirtschaft und Verkehr
Die ungarische Billigfluggesellschaft Wizz Air hat ihren Sitz in Vecsés, ebenso wie die Cityline Hungary und Fleet Air International.
Durch Vecsés verläuft die Hauptstraße Nr. 4, nordöstlich die Schnellstraße M0 und einige Kilometer südwestlich die Autobahn M5 von Budapest nach Kecskemét. Es bestehen Busverbindungen in die Budapester Innenstadt und über Üllő nach Monor. Weiterhin gibt es Bahnverbindungen zum Budapester Westbahnhof sowie über Szolnok nach Debrecen.